# NGC 7043
NGC 7043 este o galaxie situată în constelația Pegas. A fost descoperită în 18 august 1863 de către Albert Marth.